# Leptoconops yixini
Leptoconops yixini är en tvåvingeart som beskrevs av Liu 1997. Leptoconops yixini ingår i släktet Leptoconops och familjen svidknott. Inga underarter finns listade i Catalogue of Life.